# Jadwigowo (Białoruś)
Jadwigowo (biał. Ядвігава, Jadwihawa; ros. Ядвигово, Jadwigowo) – dawny chutor na Białorusi, w obwodzie witebskim, w rejonie brasławskim, w sielsowiecie Dalekie.

## Historia
W latach 1921–1939 był to zaścianek leżący w granicach Polski, w województwie nowogródzkim (od 1926 w województwie wileńskim), w powiecie dziśnieńskim (od 1926 w powiecie brasławskim), w gminie Bohiń.
Według Powszechnego Spisu Ludności z 1921 roku zamieszkiwało tu 15 osób, 5 było wyznania rzymskokatolickiego a 10 prawosławnego. Jednocześnie wszyscy mieszkańcy zadeklarowali białoruską przynależność narodową. Były tu 4 budynki mieszkalne. Według Powszechnego Spisu Ludności z 1931 roku zaścianek liczył 18 mieszkańców w 3 budynkach. W 1931 w 3 domach zamieszkiwało 18 osób.
Wierni należeli do parafii rzymskokatolickiej w Wasiewiczach i prawosławnej w Kozianach. W 1933 miejscowość podlegała pod Sąd Grodzki w Opsie i Okręgowy w Wilnie; właściwy urząd pocztowy mieścił się w Bohiniu.
Po II wojnie światowej miejscowość miała status chutoru. Została zlikwidowana w 1973 roku.